# Quinnia cazioti
Quinnia cazioti is een slakkensoort uit de familie van de Seguenziidae. De wetenschappelijke naam van de soort is voor het eerst geldig gepubliceerd in 1925 door Dautzenberg.